# Nemertesia belini
Nemertesia belini is een hydroïdpoliep uit de familie Plumulariidae. De poliep komt uit het geslacht Nemertesia. Nemertesia belini werd in 1916 voor het eerst wetenschappelijk beschreven door Bedot. 